# Dichromodes berthoudi
Dichromodes berthoudi là một loài bướm đêm trong họ Geometridae.